# Docteur Chance
Pour plus de détails, voir Fiche technique et Distribution.
Docteur Chance est un film français réalisé par F. J. Ossang, sorti en 1997.
Il est sélectionné en compétition officielle au Festival international du film de Locarno de 1997.

## Fiche technique
- Titre français : Docteur Chance
- Réalisation : F. J. Ossang
- Scénario : F. J. Ossang
- Décors : Antonia Olivares
- Costumes : Pierre-Yves Gayraud
- Photographie : Rémy Chevrin
- Montage : Thierry Rouden
- Musique : Messagero Killer Boy (version "au singulier" du nom du groupe)
- Pays d'origine :  France
- Format : couleurs - 35 mm - 1,85:1 - Dolby
- Genre : drame
- Durée : 97 minutes
- Dates de sortie :
  -  Suisse : août 1997 (Festival international du film de Locarno 1997)
  -  France : 25 février 1998

## Distribution
- Pedro Hestnes : Angstel
- Elvire : Ancetta
- Marisa Paredes : Elise von Sekt
- Stéphane Ferrara : Frankie Dupont
- Joe Strummer : Vince Taylor
- Féodor Atkine : Bruce Satarenko
- Lionel Tua : l'espagnol
- Francisco Reyes : Georg Trakl